# Ptaquilosídeo

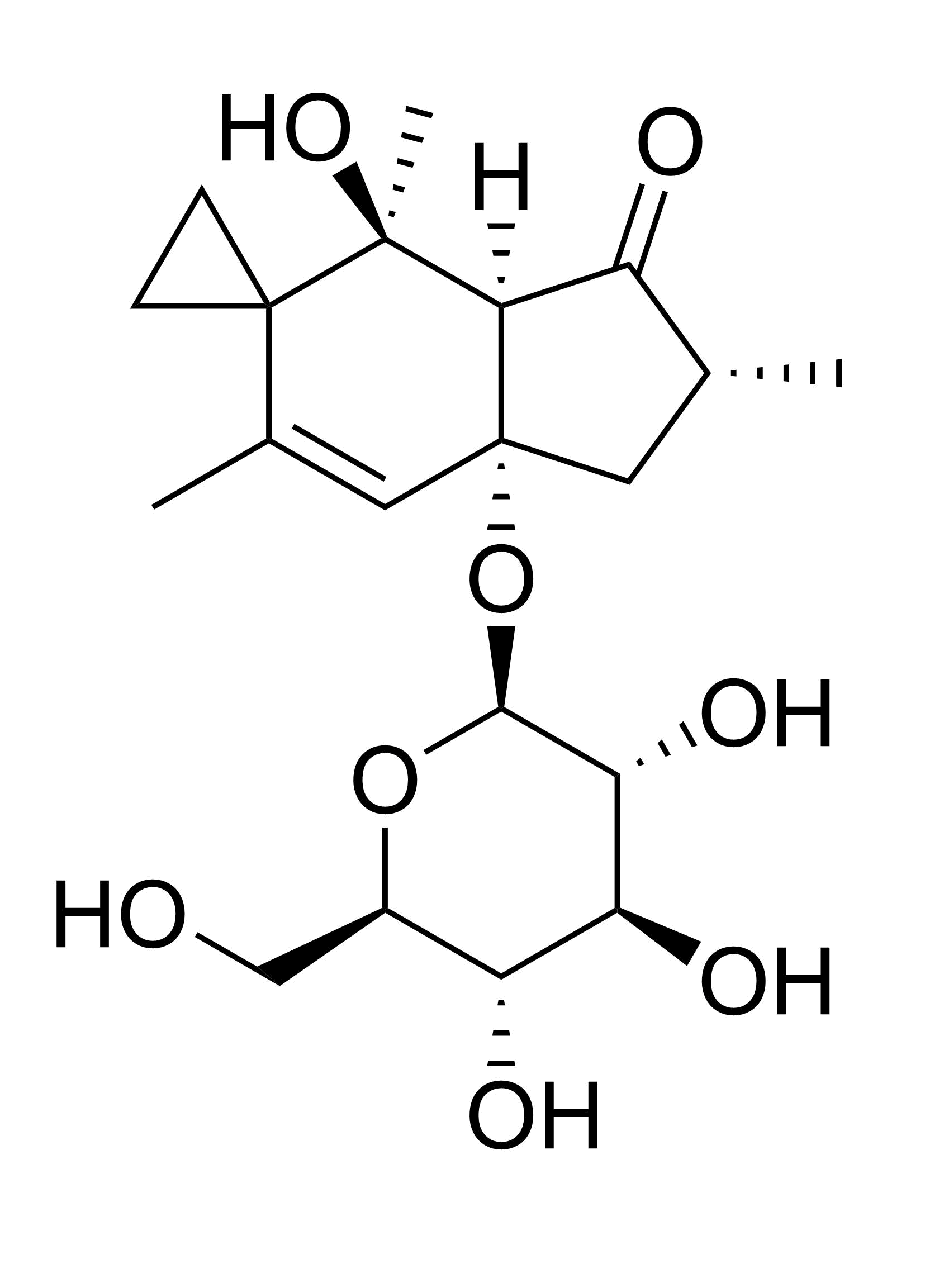
Escala feita em ChemDraw

Ptaquilosídeo é um glucosídeo do grupo dos norsesquiterpenos do tipo iludano, o qual constitui a principal toxina presente em fetos do género Pteridium. Foi isolado pela primeira vez em 1983, ano em que a sua estereo-estrutura foi determinada.